# Hôpital universitaire d'Ibadan
L'Hôpital universitaire d'Ibadan (University College Hospital, UCH) est un hôpital d'enseignement fédéral à Ibadan rattaché à l'université d'Ibadan.  

## Histoire
L'UCH Ibadan a été créé par une loi du Parlement d'août 1952 en réponse à la nécessité de former du personnel médical et d'autres professionnels de la santé pour le pays et la sous-région ouest-africaine. La création de l'hôpital a fait suite à un panel de visites en 1951 pour évaluer les installations cliniques pour les affectations cliniques des étudiants en médecine inscrits au Bachelors of Medicine and Surgery (MBBS) de l'université de Londres. Le comité des visites, dirigé par le Dr T.F. Hunt de l'université de Londres, a rejeté les installations améliorées fournies par le Government / Native Authority Hospital à Adeoyo, Ibadan, à la suite de la création d'une faculté de médecine à l'University College, Ibadan (aujourd'hui Université d'Ibadan) en 1948. 
L'UCH était stratégiquement situé à Ibadan, alors la plus grande ville d'Afrique de l'Ouest qui est également le siège de la première université du Nigeria. Le développement physique de l'hôpital a commencé en 1953 sur son site actuel et a été officiellement mis en service après son achèvement le 20 novembre 1957. L'hôpital universitaire d'Ibadan a été initialement mis en service avec 500 places. Actuellement, l'hôpital compte 1 000 lits et 200 divans d'examen avec des taux d'occupation allant de 65 à 70%. 
L'hôpital, à sa création en 1957, avant la loi du Parlement, avait deux départements cliniques (médecine et chirurgie). Cependant, l'hôpital a évolué pour accueillir environ 65 départements, dont le premier département de médecine nucléaire au Nigéria commandé par l'ancien ministre de la Santé, le professeur Eyitayo Lambo (en), le 27 avril 2006. L'Hôpital et l'Université d'Ibadan fonctionnent en excellente symbiose et il est impossible de penser l'un sans l'autre, dans les domaines de la formation des personnels de santé, de la recherche et du service clinique. Cette interdépendance fonctionnelle a été mise en évidence dès le début par la nomination du président du conseil provisoire du University College (aujourd'hui l'Université d'Ibadan en tant que premier président du conseil d'administration de l'University College Hospital, Ibadan). 
En plus du programme médical de premier cycle (basé au Collège de médecine de l'Université d'Ibadan), l'UCH propose également des programmes de formation postdoctorale en résidence dans toutes les spécialités de médecine interne, chirurgie, obstétrique et gynécologie, pédiatrie, Otorhinolaryngologie, ophtalmologie, anesthésie, Médecine de laboratoire, psychiatrie, santé publique, médecine générale, radiologie, radiothérapie et Odontologie. L'UCH offre également des programmes menant à un diplôme ou à un programme professionnel à la School of Health Records & Statistics, au cours de tuteurs pour les agents de santé environnementale; Cours de tuteurs en santé primaire, infirmière / sage-femme / infirmière en santé publique, cours de tuteurs en soins infirmiers, cours post-inscription en soins infirmiers, par exemple Soins infirmiers périopératoires et soins infirmiers en santé au travail. 
L'hôpital est principalement un établissement tertiaire avec des annexes d'activités de proximité à Igbo Ora, Abedo, Okuku, Sepeteri, Elesu et Jago où il offre des services de soins de santé primaires et secondaires. L'Hôpital compte environ 65 services et départements cliniques et gère 96 consultations externes par semaine dans 50 disciplines et sous-spécialités. En plus du Collège de médecine, l'hôpital "abrite" un laboratoire de recherche en virologie, un centre collaborateur OMS en immunologie et un institut de recherche et de formation médicales avancées (IAMRAT). L'hôpital abrite également la Clinique de traitement spécial (STC), une clinique de pointe pour la recherche, la formation et le traitement des maladies sexuellement transmissibles et gère des cliniques pour les personnes vivant avec le VIH / sida. L'accréditation a été donnée pour la création d'un département de médecine nucléaire tandis que le ministère fédéral de la Santé a également donné son accord pour la création d'un Institut des neurosciences. Des pharmacies satellites sont fournies à chaque étage de spécialité pour un accès facile pour l'achat de médicaments pour les patients à l'admission. Une clinique de la douleur et un service de soins palliatifs sont également sur place pour les soins aux patients en phase terminale. L'hôpital abrite également le premier et le seul centre gériatrique en Afrique subsaharienne, le chef Tony Anenih Geriartric Center (CTAGC). 
Depuis sa création, l'hôpital a formé plus de 6 000 médecins, 501 dentistes, 4 513 infirmières, 2307 sages-femmes, 471 infirmières péri-opératoires, 1062 scientifique de laboratoire, 576 agents de santé environnementale tuteurs, 451 infirmières / sages-femmes / éducateurs en santé publique, 326 soins de santé primaires. Tuteurs, 590 agents de santé communautaire, 640 physiothérapeutes, 551 membres du personnel de gestion de l'information sur la santé (officiellement appelés agents des dossiers médicaux). En raison de l'effondrement des établissements de soins de santé primaires dans la région, l'hôpital, bien qu'il s'agisse d'un établissement de soins de santé tertiaire, supporte toujours une grande partie du fardeau des soins de santé primaires et secondaires. Les patients se présentent au service des urgences de l'hôpital en moyenne 6500 par an et environ 150 000 nouveaux patients sont vus dans les différentes cliniques externes chaque année. En 2001, le million de clients a été atteint. En raison des installations, des effectifs et des antécédents susmentionnés, l'hôpital bénéficie d'un large patronage de la clientèle nationale et internationale. 
La gestion de l'hôpital, stimulée par les efforts du gouvernement fédéral pour rénover l'hôpital universitaire, a pris des mesures pour élargir la portée des services fournis par la réanimation de la procédure chirurgicale à cœur ouvert de l'hôpital. En mai 2006, une équipe chirurgicale a réalisé avec succès une chirurgie à cœur ouvert sur trois patients pédiatriques, un jalon important en médecine au Nigeria. 

## Écoles
- Gestion de l'information sur la santé
- Science de laboratoire médical
- École des sciences infirmières et des sages-femmes
- Soins infirmiers en santé au travail
- Soins infirmiers périopératoires
- Écoles financées par le gouvernement fédéral

## Directeurs médicaux en chef
Les directeurs médicaux en chef de l'University College Hospital depuis sa fondation sont les suivants: 
- Professeur Ebenezer Oluwole Akande
- Professeur Abiodun OK Johnson
- Professeur Benjamin O. Osuntokun
- Professeur Olajide Ajayi
- Professeur Michael O. Olatawura
- Professeur Abiodun Ilesanmi 2003-2011
- Professeur Temitope O. Alonge 2011-2019

Professeur Jesse Abiodun Otegbayo du 1er mars 2019 jusqu'à la date

## Voir également
- Kofoworola Abeni Pratt, la première matrone nigériane de l'hôpital
- Ebiti Ndok femme politique nigériane candidate à l'élection présidentielle de 2011 y a é été infirmière